# Jean-Baptiste-Alix Chambon

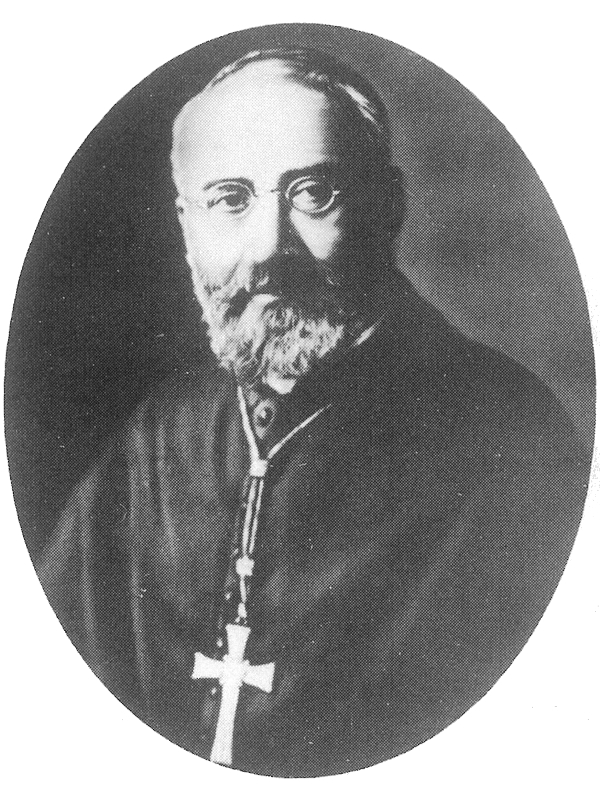
Jean-Baptiste-Alix Chambon

Jean-Baptiste-Alix Chambon MEP (* 17. März 1875 in Vollore-Ville, Frankreich; † 9. September 1948 in Yokohama, Japan) war ein französischer römisch-katholischer Ordenspriester und Erzbischof der römisch-katholischen Kirche in Japan.

## Geschichte
Jean-Baptiste-Alix Chambon trat in die Gesellschaft apostolischen Lebens der Pariser Mission ein und empfing am 23. September 1899 das Sakrament der Priesterweihe. Seine Ernennung zum Erzbischof von Tokio erfolgte am 16. März 1927. Der Generalsuperior der Pariser Mission, Jean-Baptiste-Marie Budes de Guébriant MEP spendete ihm am 4. Mai 1927 die Bischofsweihe; Mitkonsekratoren waren Francisque-Jean-Etienne Marnas, Bischof von Clermont, und Marie-Joseph Cuaz MEP, Apostolischer Vikar von Laos. Am 9. November 1937 wurde er zum Erzbischof ad personam und ersten Bischof von Yokohama ernannt. Mit der Ernennung zum Titularerzbischof von Amorium am 12. November 1940 wurde er emeritierter Bischof von Yokohama.
Erzbischof Chambon konsekrierte Albert Henri Charles Breton MEP zum Bischof von Fukuoka, den späteren Kardinal Peter Tatsuo Doi zum Erzbischof von Tokio und Jean-Germain Mousset MEP, den Apostolischen Vikar von Taiku in Südkorea, zum Titularbischof von Irenopolis in Isauria. Als Mitkonsekrator assistierte er bei:
- Januarius Kyūnosuke Hayasaka zum Bischof von Nagasaki,
- Wenceslas Joseph Kinold OFM als Apostolischer Vikar von Sapporo zum Titularbischof von Panemotichus,
- Marie-Joseph Lemieux OP zum Bischof von Sendai,
- Paul Aijirô Yamaguchi zum Bischof von Nagasaki und
- Thomas Asagoro Wakida zum Bischof von Yokohama